# 紅瑞木
紅瑞木（學名：Cornus alba）是山茱萸屬的一種落葉灌木，原產於西伯利亞、中國和韓國，後來作為觀賞植物引入世界其他國家，還培育出了不同的品種 。它的花期在5至6月，開乳白色花，其莖在深秋和冬天變成紅色，因而形成一道獨特的景觀。
其种加词“alba”意为“白色的”，意指所开的花开始为白色的。